# Wiest Bluff
Das Wiest Bluff ist ein bis zu 2160 m hohes und markantes Kliff in der antarktischen Ross Dependency. Am westlichen Ausläufer der Cumulus Hills im Königin-Maud-Gebirge ragt es unmittelbar nördlich der Einmündung des Zaneveld-Gletschers in den Shackleton-Gletscher auf.
Das Advisory Committee on Antarctic Names benannte es 1966 nach William G. Wiest, Ionosphärenforscher des United States Antarctic Research Program auf der Amundsen-Scott-Südpolstation im Jahr 1964.